# Battaglia di Kōriyama
La battaglia di Kōriyama (郡山合戦?, Kōriyama gassen) vide scontrarsi i clan Date e Ashina durante il periodo Sengoku della storia del Giappone.
Approfittando del coinvolgimento di Date Masamune in una disputa interna al clan Ōsaki, Ashina Morishige, figlio di Yoshishige, forte di circa 4 000 soldati invase le terre del clan Date. Date Shigezane, assieme ai rinforzi di Katakura Kagetsuna, aveva una forza difensiva di circa 600 soldati.
Ōuchi Sadatsuna, inizialmente schierato con la coalizione Ashina, dopo aver conquistato il castello di Nawashiroda cambiò schieramento su invito di Date Shigezane. Le due forze si scontrarono il 4 luglio e successivamente, dopo uno stallo di quaranta giorni, fu siglata una pace su ordine di Toyotomi Hideyoshi.
Tuttavia Date Masamune gettò le basi per la definitiva vittoria di tre anni più tardi a Suriagehara.